# Kino „Aurora” w Kłodzku

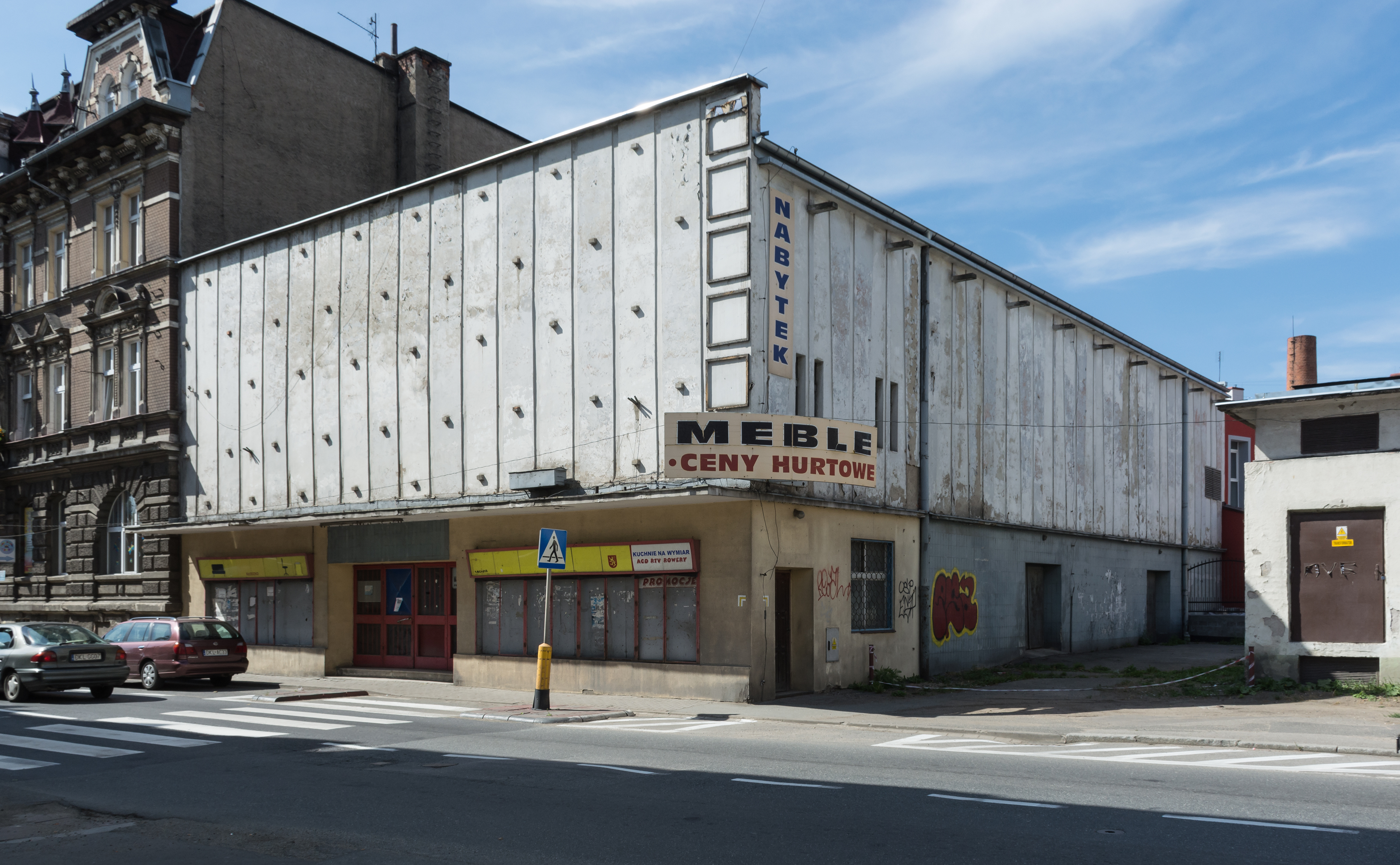
Byłe kino „Aurora”

Kino „Aurora” w Kłodzku – jedno z dwóch kin działających w Kłodzku w latach PRL-u, mieszczące się w prawobrzeżnej części miasta, przy ulicy Połabskiej.

## Historia
Kino zaczęło działać w 1945 roku po przejęciu Kłodzka przez polskie władze jako jedno z pierwszych tego typu placówek powstałych na Dolnym Śląsku po zakończeniu II wojny światowej. Początkowo nosiło ono nazwę Warszawa, którą w 1956 roku zmieniono na Aurora.
Podlegały mu wszystkie inne kina znajdujące się na terenie powiatu kłodzkiego aż do reformy administracyjnej z 1973 roku. Znaczącym wydarzeniem było zamontowanie w 1965 roku ekranu panoramicznego, co nastąpiło po trwającym 4 lata remoncie kapitalnym obiektu, podczas którego kino było nieczynne. Oprócz projekcji filmowych odbywały się w nim spotkania z twórcami.
Wraz z transformacją systemową na przełomie lat 1989/1990 dotacje na rzecz kina drastycznie spadły, podobnie jak liczba sprzedanych biletów, których ceny wzrosły. Doprowadziło to do jego zamknięcia w 1990 roku. Ponownie funkcjonowało jako kino prywatne na przełomie lat 1994/1995, jednak szybko zakończyło swoją działalność. W pomieszczeniach kina znajdował się później sklep meblowy.

## Kierownicy
| Lp. | Lata pełnienia funkcji | Imię i nazwisko   |
| --- | ---------------------- | ----------------- |
| 1.  | 1945–1946              | Józef Urban       |
| 2.  | 1946–1958              | Zygmunt Paszyński |
| 3.  | 1959–1961              | Bronisław Hobal   |
| 4.  | 1965–1990              | Eugenia Bożko     |

Za.